# Österreichischer Pinscher
Der Österreichische Pinscher ist eine von der FCI anerkannte Hunderasse aus Österreich (FCI-Gruppe 2, Sektion 2.1, Standard Nr. 64).

## Herkunft
Der Österreichische Pinscher entstammt dem altösterreichischen Landpinscher, der noch in der zweiten Hälfte des 19. Jahrhunderts als genügsamer, vielseitiger Bauernhund weit verbreitet war. 1921 wurde mit einer planmäßigen Reinzucht begonnen. Gegen den Deutschen Pinscher wirkt er breiter, robuster und urtümlicher. Emil Hauck lernte den Hundetyp bei seinen Reisen Anfang des 20. Jahrhunderts kennen und setzte sich für die Anerkennung als Rasse bei ÖKV und FCI ein. Am 16. Oktober 1928 wurde diese Rasse als Österreichischer kurzhaariger Pinscher vom ÖKV anerkannt. 2000 wurde der Rassenname auf Österreichischer Pinscher geändert.
Nach Angaben des Zuchtverbands sank der Bestand an Hunden in den 1970er Jahren jedoch so weit, dass nur ein Zuchtrüde übrig blieb, Diokles von Angern. Aus diesem wurde unter Verwendung von Landpinschern die Rasse erhalten. Es werden auch weiterhin Landpinscher in der Zucht eingesetzt. Landpinscher sind Hunde, die vom Phänotyp her dem Österreichischen Pinscher entsprechen und züchterisch relativ stabil sind, ohne dass sie gezielt als Rassehunde im Sinne der modernen Hundezucht gezüchtet wurden – siehe Landrasse.

## Beschreibung
Der Österreichische Pinscher ist 42 bis 50 cm groß. Das Fell ist meist kurzstockhaarig und liegt glatt am Körper an, es kommen jedoch auch langstockhaarige Hunde vor. Die Farbpalette reicht von hellgelb über rehbraun bis schwarz-lohfarben. Es gibt auch schwarze und gescheckte Vertreter. Weiße Abzeichen am Kopf, Brust, Bauch und den Füßen sind erlaubt. Die Ohren kommen entweder als Fledermausohren, Schlappohren, Knickohren oder fallende Ohren vor. Der unkupierte Schwanz ringelt sich nach oben.

## Wesen
Er ist lebhaft, beweglich, aufgeweckt, anspruchslos, mutig, unermüdlich, treu.

## Pflege
Das Fell braucht nur wenig Pflege. Regelmäßiges Bürsten, vor allem während des Fellwechsels, ist ausreichend.

## Bewegung
Diese Rasse ist von Natur aus ein Hund fürs Land und Bauernhöfe. Bei ausreichend Auslauf kann man ihn aber auch in der Stadt halten. Lange Spaziergänge oder Wanderungen sind genau das Richtige. Der Österreichische Pinscher eignet sich auch für Breitensport, Agility.